# 印紙税納付計器
印紙税納付計器（英: revenue stamp machine）は、印紙税における課税文書において、印紙の貼り付けに代えて専用の機械（英: revenue stamp machine）により印紙税額を表示し、印紙税納付の取り扱いをする機器であり、「印紙税の保全上支障がないことにつき、政令で定めるところにより、国税庁長官の指定を受けた計器」を言う。
この納付方法は、印紙税法第10条に規定されている（印紙税納付計器の使用による納付の特例）もので、印紙税納付方法の一つとして規定されている。

## 概要
印紙税納付計器は、課税文書に対し税金に代わる収入印紙を貼らずに、納付印をスタンプすることにより納付するもので、印紙税法第10条に規定された印紙税納付方法の特例の一つとして認められた機器である。
もともとの発想はフランス製の郵便料金計器で、当初はその郵便料金計器を利用したものを印紙税納付計器として使用されていたのが起源だが、現在はその後国産化されて作られた印紙税納付計器が、国税庁の管理下にある印紙税を収納するための計器として主流となっている。
予め一定の金額を税務署に納付し、その納付額を税務署で印紙税納付計器に設定し、印紙税額をスタンプすることにより収入印紙に替えて納付するものである。
印紙税法第10条において、「政令の定めるところにより、国税庁長官の指定を受けた計器」でのみ納付印を押すことが許されており、現在国内でその印紙税納付計器を製造するメーカーは神奈川県川崎市にある1社のみである。
計器の種類は、金融機関で主に利用される200円固定型のものと、200円から60万円まで金額を設定可能な可変型の2種があり、後者は金融機関はもとより、民間企業においても広く利用されている。
印紙税法第10条（印紙税納付計器の使用による納付の特例）第1項の承認を受けようとする者は、印紙税法施行令第8条（印紙税納付計器の設置の承認の申請書等）の規定により、同条記載の申請書を印紙税納付計器を設置しようとする当該課税文書の作成地である納税地を管轄する税務署長の承認を受けなければならない。

### 利点
- 収入印紙に代え、課税文書に対し印紙税額を直接スタンプするため、収入印紙貼付の場合に必要な「消印」が不要である。それにより、印紙税法第20条第３項に規定された消印漏れによる過怠税徴収のリスクを回避できる。
- スタンプされた印紙税額の履歴は機械本体に記憶されるため、人為的なミス（貼付間違い・台帳記載間違い）を抑制できる。また、スタンプした使用データは、一部機種では月報・日報というかたちのレポートで印字・データ取得ができるので、使用データの管理を簡便に行うことができる。
- 税務署への事前納付は、予め金融機関にて国庫に納付した納付書や、e-Tax上で納付した書類を税務署へ提示することで行えるため、直接現金を取り扱うことによるリスクを軽減できる。
- 収入印紙購入の際に発生する、現金・金券を携帯したままの移動リスクを解消できる。
- 収入印紙現物の保管・管理が不要になるため、保管時の紛失・盗難・破損リスクが解消できる。

- 金額可変型タイプの計器では、任意に印紙税額を設定できるため、収入印紙運用時の多金種の収入印紙を保管する必要がなく、購入・在庫管理の省力化が図れる。

### 欠点
- 印紙税納付計器の設置に際し、所轄税務署長の承認が必要なため、導入までの期間がかかる。（6 - 8週間程度）

- 印紙税納付計器の設置に関し、所轄税務署長の承認が必要なため、計器設置場所変更の際には所定の手続きが必要となる。

- 計器導入に際し、所定の機器購入代金が発生する。

## 注意事項
＊収入印紙よりも利用用途が制限されている。行政手数料の用途には使用できない。
【印紙“税”】に関するものにのみ利用できる。